# Steven Mackintosh
Steven Mackintosh (* 30. dubna 1967 Cambridge) je anglický herec. Ve svých dvanácti letech debutoval v londýnském divadle Bush Theatre. Později hrál hlavní roli ve hře Brighton Beach Memoirs v Královském národním divadle. V osmdesátých letech začal hrát ve filmech a také v televizi. Hrál například v seriálech Luther, Komplicové a Kiri. Od roku 1989 je jeho manželkou herečka Lisa Jacobs. Jejich dcera Martha se rovněž věnuje herectví.

## Filmografie (výběr)
- Nastražte uši (1987)
- Memphiská kráska (1990)
- Večer tříkrálový (1996)
- Vysněná Amerika (1997)
- Sbal prachy a vypadni (1998)
- Červený Trpaslík (1999)
- Far from China (2001)
- Svěrací kazajka (2005)
- Přiznej barvu (2006)
- Skautská příručka pro chlapce (2009)
- Inspektor Regan (2012)
- Rozzářit hvězdy (2014)
- Rocketman (2019)